# 光滑軟魚
光滑軟魚為輻鰭魚綱鱸形目鱸亞目發光鯛科的一種，為深海魚類，分布於東印度洋澳洲北部海域，深度143-256公尺，體長可達15.9公分，棲息中層水域，生活習性不明。